# Suzanne Aigrain
Suzanne Aigrain (née le 9 janvier 1979)  est une professeure d'astrophysique française à l'Université d'Oxford et fellow du All Souls College d'Oxford. Elle étudie les exoplanètes et la variabilité stellaire.

## Enfance et éducation
Suzanne Aigrain grandit à Toulouse en France et fait ses études au lycée Pierre-de-Fermat. Elle étudie la physique à l'Imperial College London et obtient son diplôme en 2000. Au cours de ses études de premier cycle, elle était stagiaire à l'Exploratorium de San Francisco. Elle passe six mois à l'Agence spatiale européenne avant de rejoindre l'Institut d'astronomie de Cambridge pour ses études de doctorat. Elle obtient son doctorat en 2005, pour ses travaux sur les transits planétaires et la variabilité stellaire.

## Carrière et recherche
Suzanne Aigrain est une chercheuse postdoctorale à l'Institut d'astronomie de Cambridge à partir de 2004,. En 2007, Aigrain rejoint l'Université d'Exeter en tant que conférencière,,. Elle est nommée fellow du All Souls College d'Oxford en[Quoi ?] 2010,. Elle dirige le groupe Stars & Planets chez Oxford Astrophysics, où elle étudie les exoplanètes et leurs étoiles. Elle utilise le télescope spatial Hubble, le très grand télescope et le satellite CoRoT. En 2011, elle organise une réunion avec l'Institut de physique et la Royal Astronomical Society pour discuter des récentes découvertes dans les exoplanètes, en présence de Giovanna Tinetti et Jocelyn Bell Burnell.
Elle exprime ses préoccupations concernant la détection de planètes utilisant la méthode de la vitesse radiale pour détecter les exoplanètes; telles que la précision instrumentale, l'activité stellaire, les observations inégales et les limites d’autres modèles. Elle participe à la découverte par l'ESO (European Southern Observatory) de la planète de taille similaire à Alpha Centauri Bb, mais joue un rôle encore plus proche dans l'étude qui réfute l'existence de la planète en 2016.
Suzanne Aigrain et son groupe utilisent l'inférence bayésienne pour corriger la systématique instrumentale tout en préservant de manière robuste les véritables signaux astrophysiques. Elle joue un rôle de premier plan dans la mission Kepler (K2) en corrigeant son bruit systématique et en découvrant de nombreuses planètes en transit. Aigrain étudie les Jupiters chaud et d'autres planètes semblables à Jupiter. Elle étudie la possibilité d'utiliser des enquêtes sur le transport en commun pour étudier les amas d'étoiles. Ses recherches sont financées par le Science and Technology Facilities Council (STFC).
Suzanne Aigrain s'intéresse à l'engagement du public et donne régulièrement des conférences scientifiques populaires,,,. Elle parle des exoplanètes dans In Our Time en 2013. et participe à Pint of Science. En 2018, elle prend la parole à l'Oxford Playhouse, accompagnant la pièce de théâtre One Small Step. En novembre 2018, elle fait partie de la représentation de Kings Place Bach, de l'univers et de tout. Elle est membre de l'Union astronomique internationale. Elle écrit des œuvres de non-fiction avec Philippe Aigrain et ainsi que de la poésie,,.